# Nebuloasa Bumerang

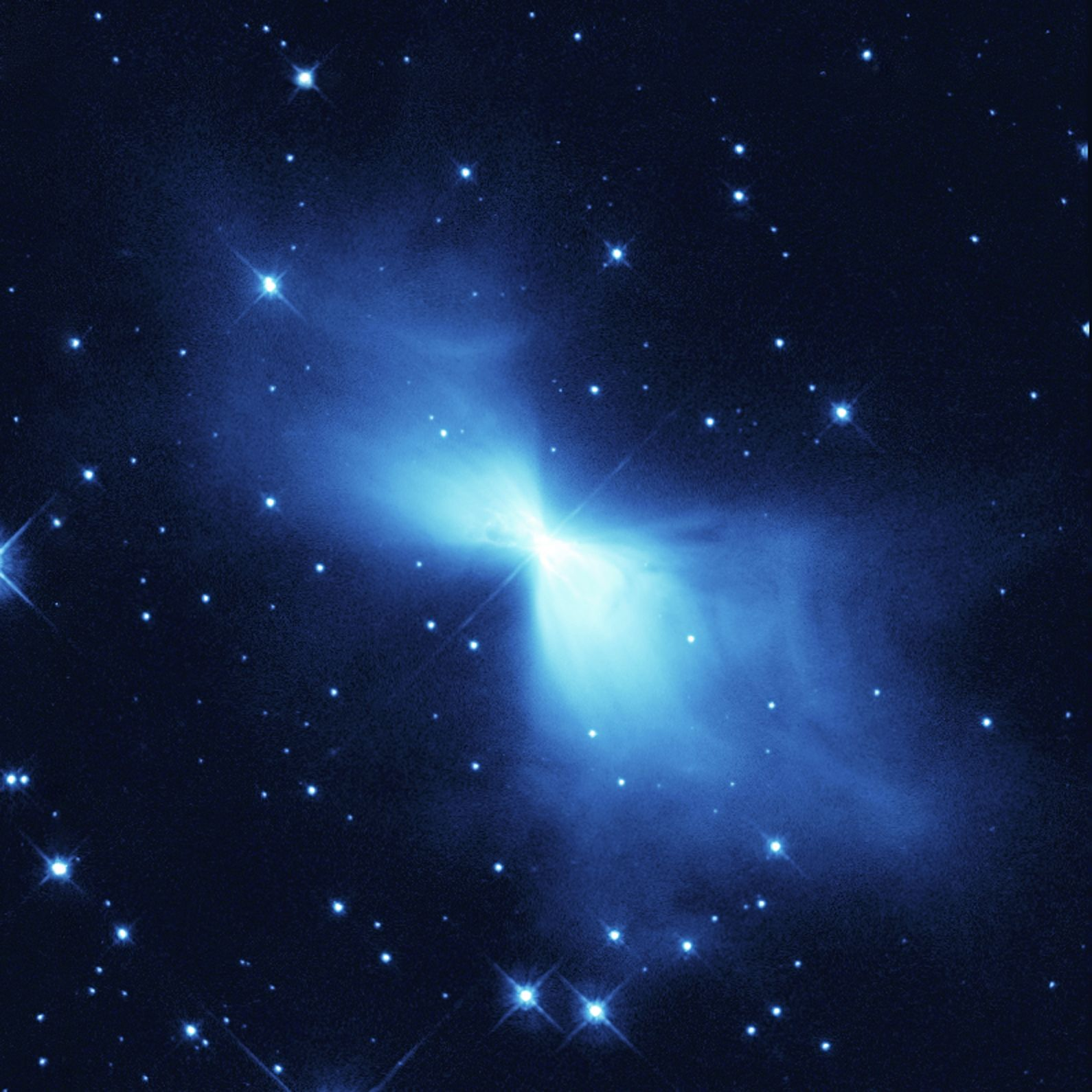
Fotografie de NASA

Nebuloasa Bumerang (numită și Nebuloasa-papion) este o nebuloasă protoplanetară situată la 5.000 de ani-lumină distanță de Terra, în constelația Centaurus. Temperatura interioară atinge 1 K (−272,15°C/−457,87°F), fiind cel mai rece loc cunoscut în Univers. S-a format din gazul scurs dintr-o stea și din nucleul său. Gazul s-a deplasat spre exterior cu o viteză de aproximativ 164·103m/s, extinzându-se în spațiu. Această expansiune cauzează temperatura foarte scăzută.
Nebuloasa Bumerang a fost fotografiată în detaliu de telescopul Hubble în 1998. Inițial, s-a crezut că este o stea sau un sistem stelar.

## Legături externe
- Sahai, Raghvendra; Nyman, Lars-Åke (1997). „The Boomerang Nebula: The Coolest Region of the Universe?”. The Astrophysical Journal. 487 (2): L155–L159. Bibcode:1997ApJ...487L.155S. doi:10.1086/310897.
- Browne, Malcolm W. (24 iunie 1997). „The Chilliest of Stars”. New York Times.
- The Boomerang Nebula - The Coolest Place in the Universe?, ESA, 20 februarie 2003
- Hubble's View of the Boomerang Nebula, 13 septembrie 2005; Vedeți și Scattered Light from the Boomerang Nebula
- ESA/Hubble-Boomerang Nebula Arhivat în 1 aprilie 2009, la Wayback Machine.
- SIMBAD, Coordinates and Scientific data. 4 ianuarie 2007.